# Richford (Vermont)
Richford es un pueblo ubicado en el condado de Franklin en el estado estadounidense de Vermont. En el año 2010 tenía una población de 2.308 habitantes y una densidad poblacional de 20,59 personas por km².

## Geografía
Richford se encuentra ubicado en las coordenadas 44°59′18″N 72°38′52″O / 44.98833, -72.64778.

## Demografía
Según la Oficina del Censo en 2000 los ingresos medios por hogar en la localidad eran de $28,125 y los ingresos medios por familia eran $32,016. Los hombres tenían unos ingresos medios de $26,607 frente a los $20,731 para las mujeres. La renta per cápita para la localidad era de $14,368. Alrededor del 21% de la población estaba por debajo del umbral de pobreza.